# Roches, Creuse
Roches är en kommun i departementet Creuse i regionen Nouvelle-Aquitaine i de centrala delarna av Frankrike. Kommunen ligger i kantonen Châtelus-Malvaleix som tillhör arrondissementet Guéret. År 2022 hade Roches 371 invånare.

## Befolkningsutveckling
Antalet invånare i kommunen Roches
Referens:INSEE